# Un jeune homme de la ville
Pour plus de détails, voir Fiche technique et Distribution.
Un jeune homme de la ville (titre original : The Dangerous Dub) est un film américain réalisé par Richard Thorpe, sorti en 1926.

## Synopsis
Buddy Martin, un conducteur de bétail, est amoureux de Rose Cooper, qu'il a rencontré à Omaha. Grâce à elle, il trouve un travail dans le ranch de la mère de Rose. Il va découvrir un complot entre le beau-père de Rose et un hors-la-loi, et réussira à les mettre en défaut puis à épouser Rose.

## Fiche technique
- Titre original : The Dangerous Dub
- Titre français : Un jeune homme de la ville[1]
- Réalisation : Richard Thorpe
- Scénario : Frank L. Inghram[2]
- Production : Lester F. Scott Jr.
- Société de production : Action Pictures
- Société de distribution : Associated Exhibitors
- Pays deproduction :  États-Unis
- Langue originale : anglais
- Format : noir et blanc — 35 mm — 1,37:1 — Film muet
- Genre : Western
- Durée : 5 bobines - 1 363 m
- Date de sortie :
  - États-Unis :4 juillet 1926

## Distribution
- Buddy Roosevelt : Buddy Martin
- Peggy Montgomery : Rose Cooper
- Joseph W. Girard : W.J. Cooper, le beau-père de Rose
- Fanny Midgley : Mme Cooper, la mère de Rose
- Al Taylor : Hanan le balafré
- Fred Riviere : le shérif